# Hetär

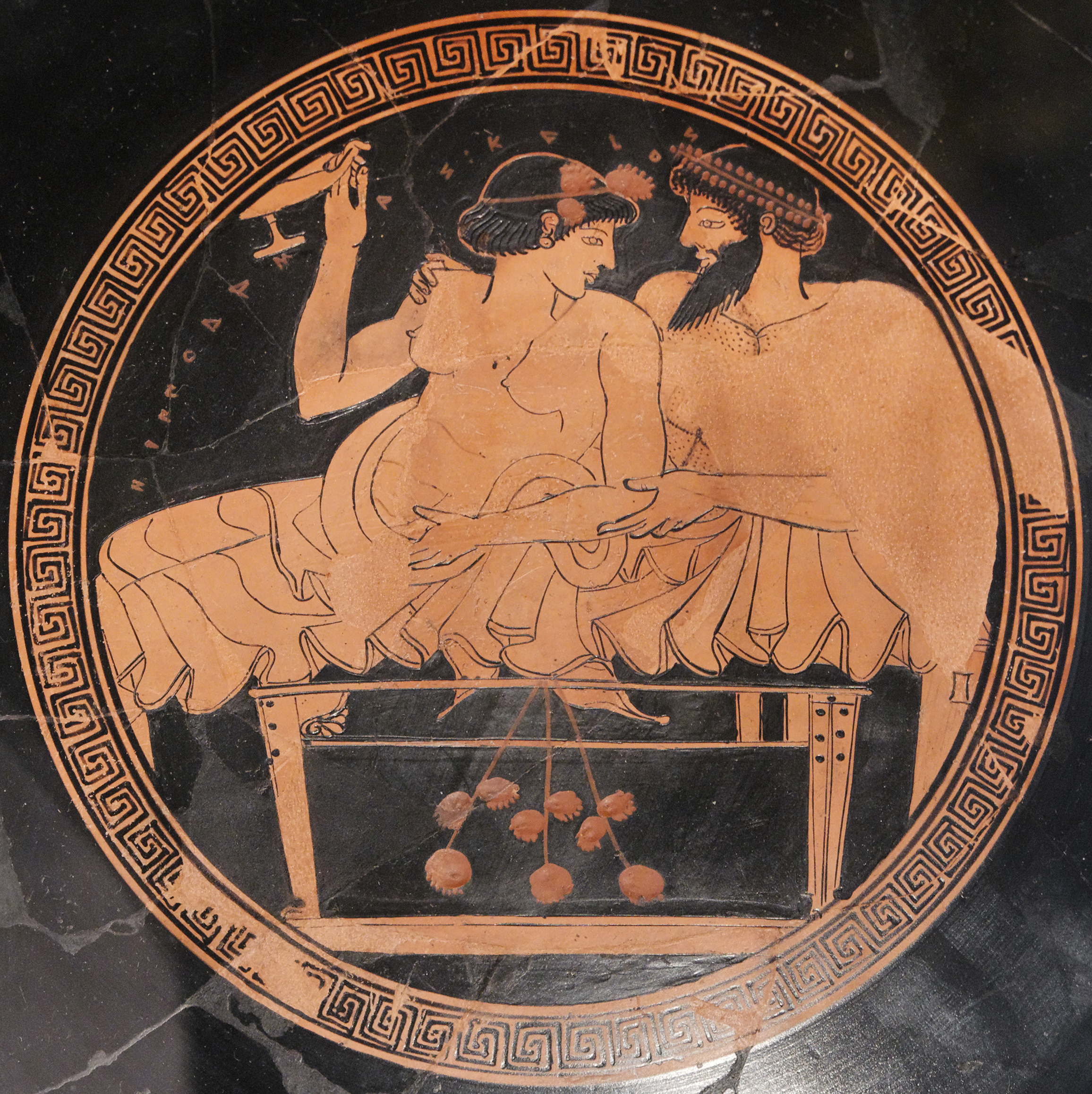
En hetär med kund på ett symposium.

Hetär (grekiska: hetai'ra, "väninna") kallades i det antika Grekland en yrkesgrupp av kvinnor som arbetade som en typ av kurtisaner. Det var kvinnor som inte bands av de strikta reglerna för familjelivet, som normalt ofta krävde könssegregation i sällskapslivet, utan i friare former kunde umgås med männen och delta i deras samkväm.

## Allmänt
En hetär var ofta ursprungligen en slav, eller möjligen dotter till en hetär.  Slavar kunde vara krigsfångar eller utlänningar som förslavats av slavhandlare i slavräder, men en vanlig bakgrund för särskilt kvinnliga slavar var de spädbarn som fria familjer valde att sätta ut att dö efter födseln: dessa utsatta barn var rättsligt sett potentiella slavar, och det var lagligt och vanligt att slavhandlare samlade upp utsatta barn och finansierade deras uppväxt.  
Hetärer skilde sig från pornai, som endast erbjöd sexuella tjänster och som hade många kunder, medan en hetär erbjöd även andra tjänster och brukade ha ett mer begränsat antal förmögna män som långvariga kunder. I det antika Grekland anlitades prostituerade främst av män som inte ägde kvinnliga slavar.  Det var därför nödvändigt att erbjuda mer än sexuella tjänster för att få klienter bland överklassen.  
En hetär tränades i att kunna erbjuda sina framtida kunder inte enbart sexuella tjänster, utan bildades också i filosofi, klassikerna och andra kunskaper för att kunna föra en kvick och underhållande konversation, samt i musik och andra konstarter för att vara ett underhållande sällskap.  I det klassiska Aten, där normen även för kvinnor ur överklassen normalt var att endast lära sig hushållssysslor, hade de en ovanligt hög bildning för en kvinna. Medan normen hindrade hustrur från att umgås med män, närvarade hetärerna i elitens sällskapsliv och umgicks med män vid symposierna, där de deltog med underhållande konversation.  
Hetärerna kunde uppträda som danserskor, flöjtspelerskor och fungera som sofistikerade sällskapsdamer vid symposierna ("symposion": dryckeslag), och också utbjuda sexuella tjänster. Deras antal var högst betydligt i alla större städer, till exempel Aten, där de för rättigheten att bedriva sitt yrke erlade en särskild skatt till staten. På några ställen, till exempel i Korinth, hade de i egenskap av kärleksgudinnan Afrodites tempeltjänarinnor en viss religiös helgd. Många hetärer utmärkte sig genom hög bildning och fin umgängeston, andra genom oförliknelig skönhet och allt besegrande förförelsekonst. 

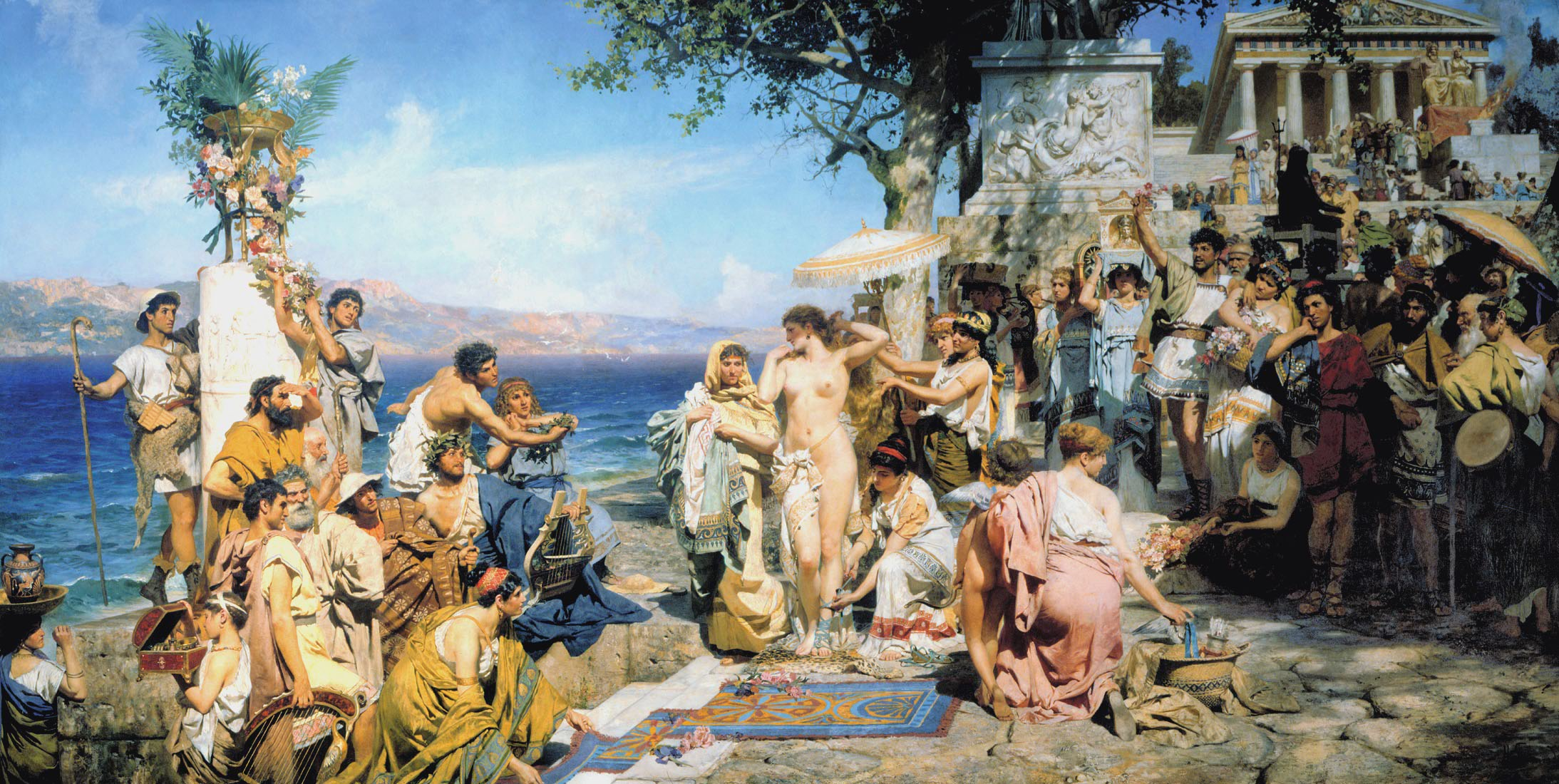
Fryne under Poseidonia i Eleusis av Henryk Siemiradzki, c. 1889. En illustration av den berömda legenden om hur Fryne regelbundet badade naken i havet under poseidonia-festivalen.

Ryktbara var framför andra Thaïs, Myrrhine, Lamia, Theodota,  Lais och Fryne, vilken sistnämnda av Praxiteles användes som modell vid hans framställning av Afrodite. Aspasia, Perikles livskamrat, har ofta omtalats som hetär av såväl samtid som historien, men det råder oklarhet om huruvida hon var hetär eller helt enkelt levde ett ovanligt fritt liv än normalt för kvinnor i det klassiska Aten (kanske för att hon var utlänning), något som normalt endast hetärer gjorde, och därför jämställdes med en. Hetärernas betydelse i det forngrekiska samhället stärks med tanke på de begränsade möjligheterna för kvinnor vid den här tiden att utvecklas andligt. Detta var ofta det enda sättet, med tanke på lagstiftning och sedvänja, att uppnå ett mer utvecklat liv. Den hetär som är kanske mest historiskt dokumenterad är Neaira. 

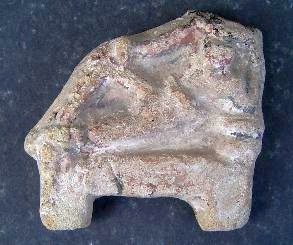
Romersk hetär, relief, kring andra århundradet. Huvudet saknas.

I de fall en hetär började sin karriär som slav, var det vanligt för henne att köpa sig fri med sina förtjänster, bli frigiven av sin ägare eller bli friköpt av en kund, och därefter arbeta enbart för sin egen förtjänst.  Hetärerna tillhörde de prostituerades elit och kunde samla ihop förmögenheter.  I det klassiska Aten, där kvinnor och deras egendom normalt stod under förmynderskap under make eller närmaste manliga släkting (kyrios), var fria hetärer myndiga (kyria) och de enda kvinnor som kunde hantera betydande förmögenheter själva. Det finns flera exempel på hetärer som bekostat offentliga byggnadsverk, eller gjort betydande donationer till tempel.
Hetärer kunde avsluta sina karriärer genom att lära upp sina döttrar i yrket, eller genom att köpa slavflickor som de lärde upp till hetärer, och som sedan försörjde dem med sin inkomst.  Andra kunde bli konkubiner, och det finns även exempel på hetärer som gifte sig, även om det var ovanligt.